# Leabhar Deathan Lios Mòir

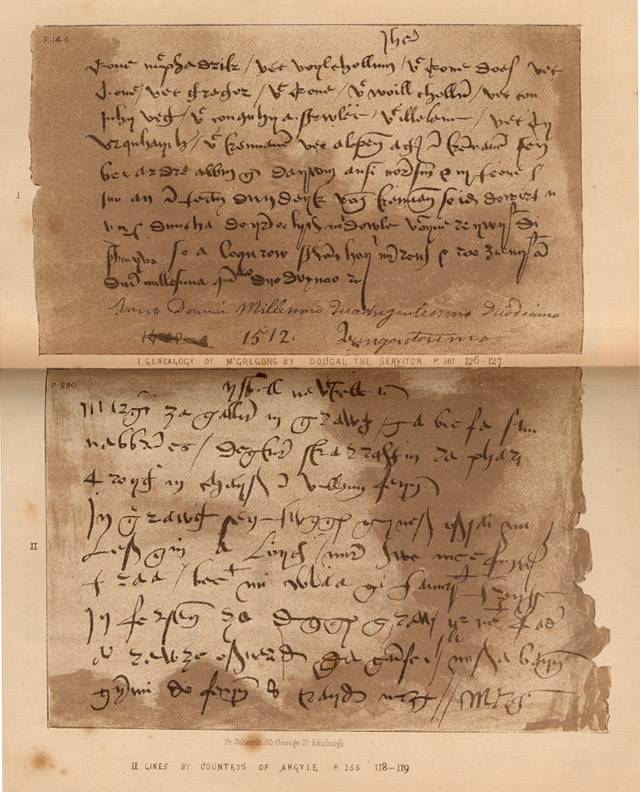
Une page du Leabhar Deathan Lios Mòir.

Le Leabhar Deathan Lios Mòir (littéralement « Livre du doyen de Lios Mòir ») est une collection de vieux manuscrits. Ce livre doit son nom au doyen de la cathédrale de Lios Mòir de cette époque, Seumas MacGriogair, qui a rassemblé les manuscrits avec l'aide de son frère Donnchadh, qui était barde. 
Le livre contient des textes en gaélique écossais, en irlandais, en scots, et aussi quelques-uns en latin. Ils ont été recueillis entre 1512 et 1526 , puis retranscrits en vieux gaélique écossais. 
Il comprend des textes de poésie, dont les auteurs sont, entre autres : 
- Aithbhreac inghean Coirceadail ;
- Aonghus Fionn ;
- Angus mac Cearbhaill Bhuidhe ;
- Cù-chonnacht mac Cearbhaill Bhuidhe ;
- Donnchadh Mòr ;
- Fionnlagh Ruadh ;
- Gofraidh Fionn ;
- Tadhg Camchosach ;
- Muireadhach Albannach.

C'est dans livre qu'on trouve le poème A phaidrín do dhùisg mo dhéar d'Aithbhreac inghean Coirceadail.